# Stary Sambor (gmina)
Stary Sambor – dawna gmina wiejska w powiecie samborskim województwa lwowskiego II Rzeczypospolitej. Siedzibą gminy było miasto Stary Sambor, które nie należało do gminy (natomiast podczas okupacji 1941–44 Stary Sambor pozbawiono praw miejskich i włączono do gminy).
Gminę utworzono 1 sierpnia 1934 r. w ramach reformy na podstawie ustawy scaleniowej z dotychczasowych gmin wiejskich: Baczyna, Bilicz, Kobło Stare, Mrozowice, Sozań, Stara Ropa, Straszewice, Strzelbice, Suszyca Rykowa, Torczynowice, Torhanowice, Wola Koblańska, Wola Rajnowa i Wołoszynowa.
Po II wojnie światowej obszar gminy znalazł się w ZSRR.